# Carebara incerta
Carebara incerta é uma espécie de inseto do gênero Carebara, pertencente à família Formicidae.